# Araripesuchus
Araripesuchus è un genere di rettili arcosauri estinto, affine ai coccodrilli. Visse nel corso del Cretaceo (tra 100 e 70 milioni di anni fa). I suoi resti sono stati ritrovati in Sudamerica, in Africa e in Madagascar.

## Descrizione

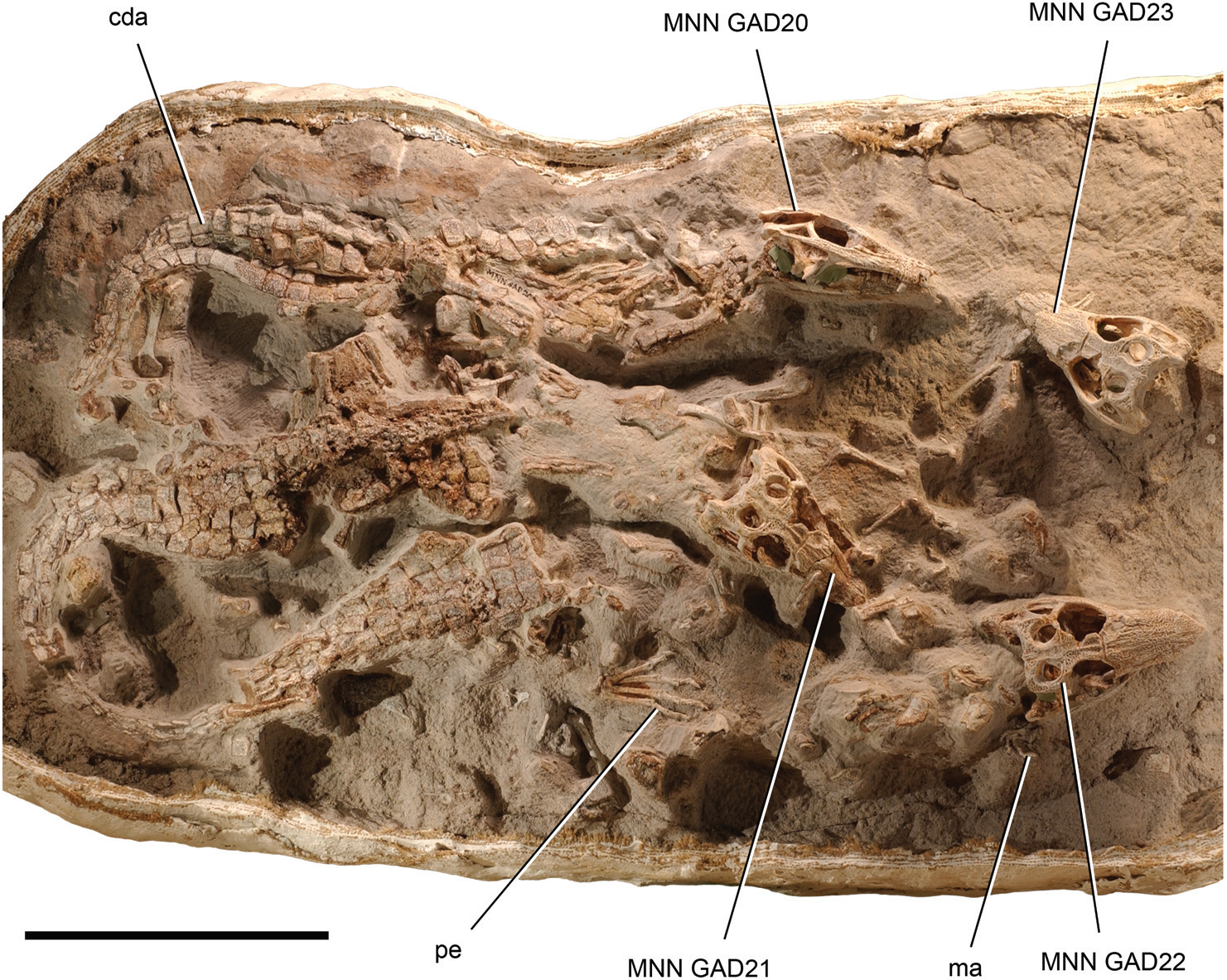
Resti fossili di Araripesuchus

Di piccole dimensioni (la lunghezza superava di poco il metro e mezzo), questo animale era caratterizzato da un muso appuntito dotato di lunghi denti aguzzi; la dentatura era piuttosto variegata, e comprendeva diversi tipi di denti. Lungo il muso vi erano alcuni rilievi, in particolare in corrispondenza delle zanne mascellari. Il corpo era piuttosto snello, e le zampe dovevano essere molto più lunghe rispetto a quelle dei coccodrilli attuali. Come questi ultimi, però, l'araripesuco possedeva una corazza costituita da osteodermi che correvano lungo il collo, il dorso e la coda.

## Classificazione
I primi resti di questo animale, descritti nel 1959, furono ritrovati nella formazione Santana in Brasile in strati del Cretaceo inferiore, e consistevano di un cranio con parti della mandibola. A questi fossili fu attribuito il nome di Araripesuchus gomesii. Successivamente vennero scoperte altre specie: A. wegeneri (proveniente dal Niger), A. patagonicus (dalla Patagonia, in Argentina), A. buitreraensis (sempre dall'Argentina, con un cranio di circa 13 centimetri) e A. tsangatsangana (dal Madagascar, la specie più recente). L'araripesuco è considerato un rappresentante dei notosuchi, un gruppo di animali affini ai coccodrilli odierni che si diversificarono nel corso del Cretaceo e colonizzarono diversi ambienti e nicchie ecologiche in gran parte del Gondwana. In un primo tempo Araripesuchus venne accostato alla famiglia degli uruguaysuchidi (Uruguaysuchidae), ma attualmente alcuni studiosi ritengono che questo animale fosse abbastanza differente da poter essere classificato a parte.

## Implicazioni paleogeografiche

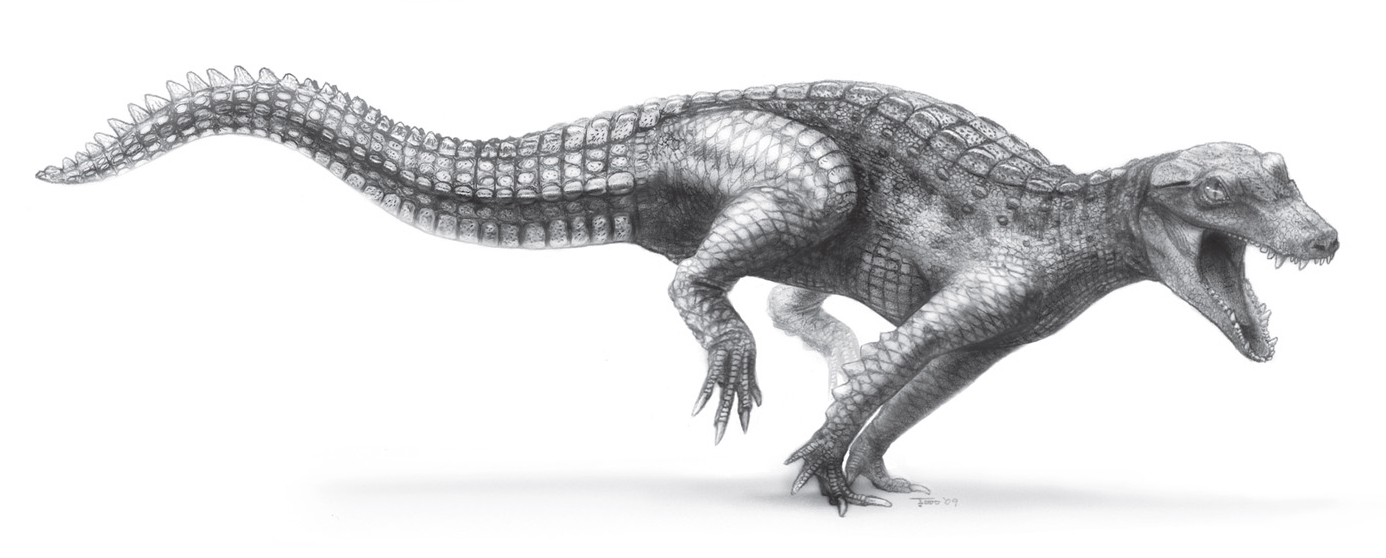
Ricostruzione di Araripesuchus wegeneri

La scoperta di Araripesuchus wegeneri, avvenuta in Niger nel 1981, ha confermato agli scienziati che nel Cretaceo inferiore Africa e Sudamerica erano ancora unite e non si era ancora formato l'Oceano Atlantico (o almeno non del tutto). Il genere Araripesuchus, probabilmente, si originò in un punto imprecisato nel Gondwana, per poi diffondersi con le numerose specie in gran parte di esso. La presenza di esemplari provenienti dal Madagascar rafforza ulteriormente questa teoria.